# Protestas por el TIPNIS en Bolivia de 2011
Las protestas bolivianas de 2011 o protestas por el TIPNIS fueron una serie de manifestaciones, principalmente de pueblos indígenas, que se opusieron a la construcción de la carretera Villa Tunari - San Ignacio de Moxos, oficialmente la Ruta 24, a través del Territorio indígena y parque nacional Isiboro-Sécure (TIPNIS), hogar de 12.000 habitantes indígenas chimane, yuracaré, y mojeño-trinitario. La subcentral TIPNIS, la Confederación de Pueblos Indígenas de Bolivia (CIDOB) y la confederación indígena de las tierras altas CONAMAQ, apoyadas por otros grupos indígenas y ambientalistas, organizaron una marcha desde Trinidad, en el departamento del Beni, hasta la sede de gobierno, La Paz, en oposición al proyecto. Esta comenzó el 15 de agosto de 2011 y duró más de 60 días, siendo una de las mayores derrotas políticas que sufrió el gobierno de Evo Morales.
El proyecto de la carretera fue impulsado por el gobierno, durante la presidencia de Evo Morales. Durante las protestas, las indígenas de las tierras bajas retuvieron brevemente al Ministro de Relaciones Exteriores, David Choquehuanca, para pasar a través de un control policial. La ministra de Defensa, María Chacón Rendón, dimitió posteriormente como consecuencia de la violenta represión de las protestas del 24 de septiembre que causó cuatro muertes. Debido a la reacción adversa a la represión gubernamental, el ministro del Interior, Sacha Llorenti, también dimitió. El 19 de octubre, la marcha de protesta llegó a la sede de gobierno del país, La Paz, en medio de la bienvenida de la población local y del Ministro de Información, mientras los servicios de seguridad eran retirados de sus puestos de guardia en el palacio presidencial. Las protestas se realizaron en La Paz, Cochabamba, Santa Cruz de la Sierra, Yucumo, Rurrenabaque, San Antonio, El Alto y Trinidad.
En abril de 2012 comenzó una nueva ronda de marchas de protesta contra el continuo apoyo de Morales al proyecto.
Las protestas obligaron al gobierno a suspender la construcción de la carretera cuando este ya tenía todo listo para iniciar las obras, contando con una empresa contratada y el respectivo financiamiento. En 2017 el gobierno de Morales revaluó la construcción de la carretera alegando que habrían sido los pobladores del TIPNIS los que habrían estado pidiendo la apertura del camino.

## Antecedentes
A pesar de la elección del presidente de origen indígena, Evo Morales, los grupos indígenas continuaron intermitentemente las protestas sociales.
En 2009, un sector de la población boliviana intentó protestar contra los intentos de Morales de redactar una nueva constitución que aumentaría el límite de su mandato. Sin embargo, un compromiso de que Morales no volvería a postularse condujo a la creación de una nueva constitución y al establecimiento del Estado Plurinacional de Bolivia. Otra disposición de la nueva constitución se refería explícitamente a la defensa de los derechos comunitarios de las comunidades indígenas sobre sus tierras originarias.
En 1990, Morales, como líder sindical en la Marcha por el Territorio y la Dignidad, había ayudado a crear los territorios de autonomía indígena. La principal base de apoyo de Morales eran los campesinos aymaras y quechuas que cultivan coca en la provincia del Chapare, en el centro de Bolivia. Sin embargo, en la parte de la cuenca amazónica donde estaba prevista la construcción de la carretera, son conocidos como "colonos" por haber migrado a la región. Morales llegó al poder con la promesa de poner fin a la discriminación y la marginación.
Morales dijo que el proyecto de carretera de 300 km, con un costo de 420 millones de dólares, sería financiado por Brasil en la búsqueda de acceso al Océano Pacífico, sería una parte principal de su plan de infraestructura. La carretera conectaría la región agrícola del departamento del Beni con el cruce comercial de la ciudad de Cochabamba. También reduciría el tiempo de viaje a la mitad, ya que evitaría pasar por Santa Cruz de la Sierra, una ciudad que se había opuesto a la presidencia de Morales. En junio, Morales dijo que la carretera seguiría adelante "les guste o no a ellos (los grupos indígenas)". En respuesta, los líderes indígenas, que en el pasado habían apoyado a Morales, reaccionaron adversamente, lo que provocó una ruptura dentro del partido gobernante Movimiento al Socialismo (MAS). Algunos parlamentarios del partido expresaron su apoyo a los manifestantes, así como las demandas de los aproximadamente 12.000 habitantes del Territorio indígena y parque nacional Isiboro-Sécure en la Cuenca Amazónica, donde habitan 64 pueblos indígenas y donde se propuso construir la carretera.
Un estudio realizado antes de las protestas estimó que el 64 por ciento del parque nacional sería deforestado en menos de 18 años. Además, la carretera podría provocar acaparamiento de tierras por parte de madereros y cocaleros. Los manifestantes también temían una "invasión" de inmigrantes tras la construcción de la autopista.
En 2010 la política ambiental del gobierno de Morales fue criticada por la revista Time
y el diario británico The Guardian,
y un sector de la población boliviana a causa del caso del TIPNIS. Esta es una zona de gran belleza natural y un área protegida, en el centro de Bolivia, en donde Morales planeaba construir una carretera que afectaría el medio ambiente y, según analistas, perjudicaría a una tribu indígena que habita en la región.
A pesar de que Morales siempre dijo respetar la voluntad de los pueblos indígenas, y haberles consultado en cualquier iniciativa que habría podido afectarlos, en junio de 2011, en un discurso en la ciudad de Sacaba, refiriéndose a la tribu indígena que se hubiese visto afectada por la construcción de la carretera, Morales les dijo: «Quieran o no quieran, vamos a construir el camino».

## Objetivos
Además de la cancelación del proyecto de la carretera, los manifestantes también exigieron la renuncia del presidente Evo Morales tras una sangrienta represión contra los manifestantes. Otras demandas de los manifestantes también incluyeron el cese de los proyectos de extracción de petróleo y gas en el Parque Nacional Aguaragüe y Área Natural de Manejo Integrado, al sur de Bolivia, así como compensación por los efectos del calentamiento global.

## Marchas de protesta

La bandera de la flor de Patujú, previamente creada en 2009, fue popularizada en las manifestaciones por Adolfo Chávez Beyuma líder de la CIDOB y Antonio Soto Guatara en 2011.

La protesta inicial comenzó a mediados de agosto de 2011 cuando activistas abandonaron Trinidad con la esperanza de llegar a la sede de gobierno, La Paz, para protestar por la iniciativa de Morales. Más de 1.700 manifestantes, entre ellos mujeres embarazadas y niños, se unieron a la caminata de 600 km. Después de una marcha de más de un mes, el grupo de protesta llegó a las afueras de Yucumo, un pueblo predominantemente progubernamental, donde se enfrentaron grupos pro y antigubernamentales.
Después de más de una semana de protestas, los manifestantes organizaron una manifestación más grande en la que intentaron eludir una represión policial reteniendo por la fuerza al ministro de Relaciones Exteriores, David Choquehuanca, para que marchara con ellos. Un grupo de mujeres manifestantes agarró a Choquehuanca e insistió en que las guiara a través del cordón policial que las separaba de los manifestantes progubernamentales para que pudieran continuar su viaje hacia La Paz. Varios funcionarios del gobierno, entre ellos el ministro del Interior, Sacha Llorenti, y el ministro de Transparencia, Nardi Suxo, dijeron que se trataba de un "secuestro", pero Choquehuanca se negó a calificarlo como tal, diciendo que "las hermanas y compañeras me agarraron, seguramente habían pensado que pasarían ese cerco policial con el Canciller; no fui insultado, ni maltratado, pero sí, me obligaron a caminar”. La fiscal Patricia Santos, encargada de investigar los hechos, recibió el testimonio de Choquehuanca en este sentido el 21 de noviembre.

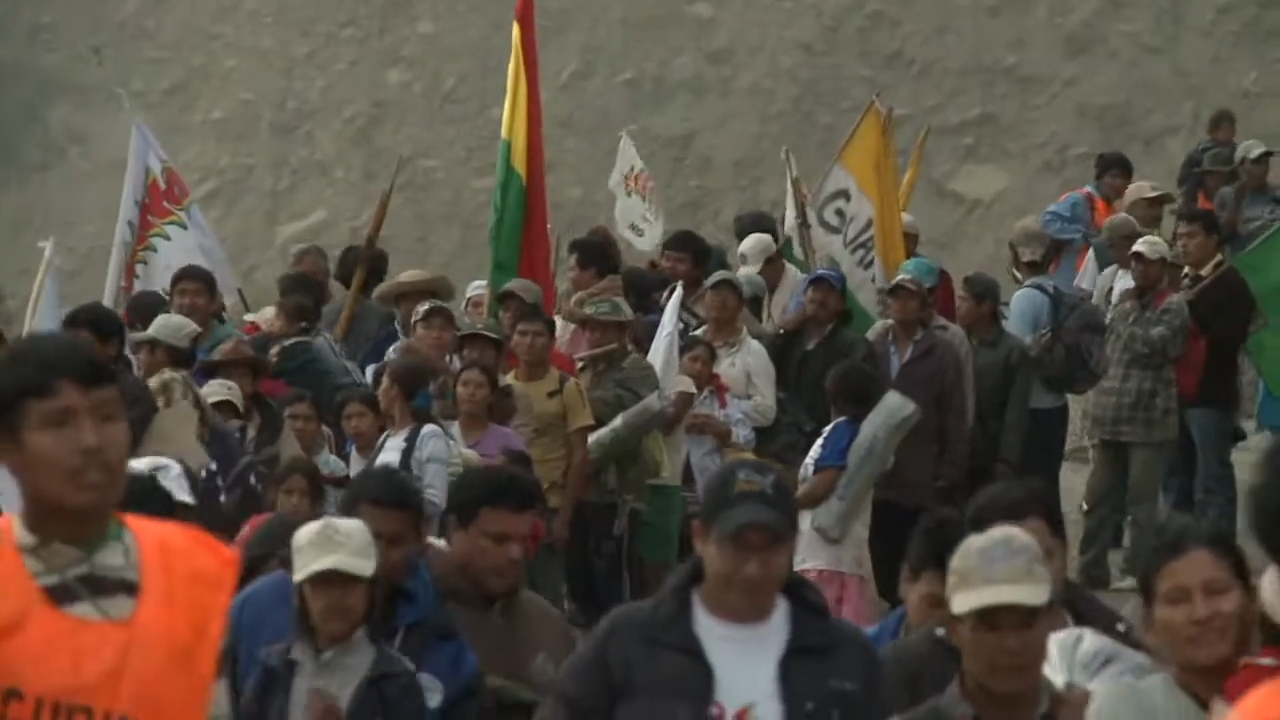
Marcha en 2012

El 25 de septiembre, la llegada de los manifestantes a la región de Yucumo provocó que la policía disparara gases lacrimógenos y detuviera a algunos manifestantes; También provocó varios heridos y cuatro muertos. María Carvajal, activista de derechos humanos, dijo que la policía atacó el campamento de protesta con "extrema violencia" y que ella "no podía creer lo que estaba pasando". Al día siguiente, los manifestantes regresaron y prendieron fuego a barricadas en la pista del aeropuerto de Rurrenabaque para lograr la liberación de 300 manifestantes que habían sido arrestados, según el alcalde Yerko Núñez. También se produjeron protestas en la ciudad de La Paz, cuando la policía antidisturbios organizó un cordón de seguridad alrededor del edificio gubernamental, el Palacio Quemado, donde miles de manifestantes denunciaron la represión. También se llevaron a cabo protestas de solidaridad en Cochabamba, con protestas estudiantiles y miembros de los pueblos indígenas aymara y quechua iniciando huelga de hambre. También se realizaron otras protestas en las ciudades de Trinidad y Santa Cruz de la Sierra.
El 28 de septiembre, miles de personas se reunieron nuevamente para protestar contra la represión gubernamental y defender el TIPNIS. La Central Obrera Boliviana convocó a una huelga general de 24 horas; aunque algunos negocios permanecieron abiertos, las escuelas y los servicios médicos se vieron afectados. Los huelguistas marcharon fuera de la ciudad de La Paz, hacia El Alto coreando "¡Evo es un fascista!" y "Evo es un lacayo de las empresas brasileñas", los mineros quemaron cartuchos de dinamita y las marchas provocaron retrasos en el tráfico. Se dijo que los manifestantes se sintieron alentados por las protestas de solidaridad en las zonas urbanas y la huelga general; luego dijeron que la marcha de protesta continuaría. Una líder de la protesta, Mariana Guasania, dijo a un grupo de unos 200 manifestantes en Rurrenabaque: "Viva esta marcha histórica... la marcha continúa" en la búsqueda de una ley que garantice que la carretera no pase por el parque nacional. El 30 de septiembre, más de 10.000 manifestantes en La Paz portaban pancartas que criticaban a Morales con el argumento de que su gobierno era "el peor y debería irse porque atacó a los seres humanos, a los compatriotas indígenas que le habían brindado su apoyo, y ahora se ha vuelto en contra de ellos."..A partir del 30 de septiembre, los manifestantes dijeron que continuarían sus protestas a pesar de que Morales dijo que "la construcción de carreteras está suspendida hasta que termine el debate nacional".

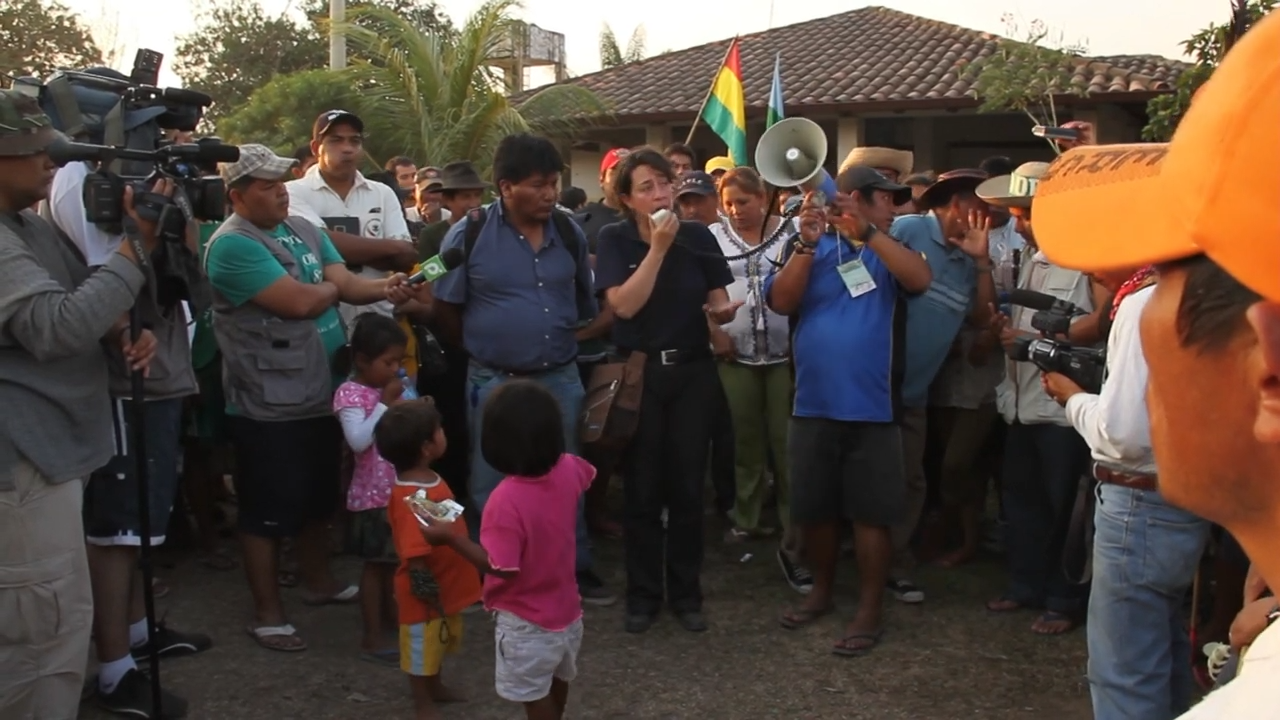

Las protestas se reanudaron durante el fin de semana del 1 de octubre, con unos mil manifestantes continuando el tramo inacabado de 250 km hasta La Paz. Adolfo Chávez, líder indígena, dijo que "Hemos retomado la marcha y nuestra intención no es chocar con nadie. En lugar de acusar a los indígenas, lo que debería hacer el gobierno es resolver de una vez por todas el problema de la carretera".

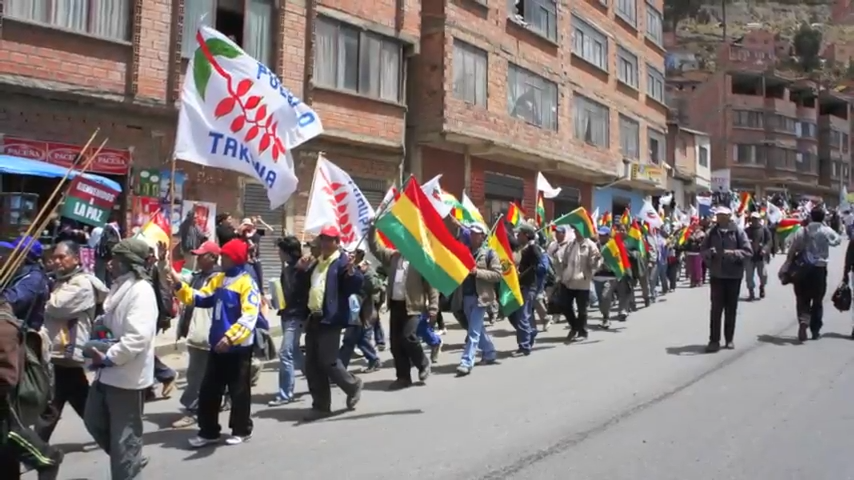

El 19 de octubre, casi 2.000 manifestantes llegaron a La Paz. A pesar de la suspensión del proyecto, la marcha de protesta continuó para que se cancelara el proyecto. Mil quinientos manifestantes iniciaron la marcha a la que se unieron hasta decenas de miles de manifestantes, según la cadena inglesa Al Jazeera. Cuando los manifestantes entraron a la ciudad, la gente en La Paz los vitoreó ondeando banderas bolivianas y pañuelos blancos. Como gesto de buena voluntad, tanto la policía como los vehículos antidisturbios fueron retirados de sus posiciones frente al palacio presidencial, mientras que el ministro de Información ofreció una bienvenida oficial a los manifestantes.

### 2012
Varios cientos de manifestantes indígenas iniciaron una marcha de 580 kilómetros desde la región de las tierras bajas del este del Amazonas hasta La Paz en oposición al continuo apoyo de Morales al proyecto de la carretera. Los organizadores dijeron que si el apoyo del gobierno al proyecto continuaba habría más violencia.

## Reacción

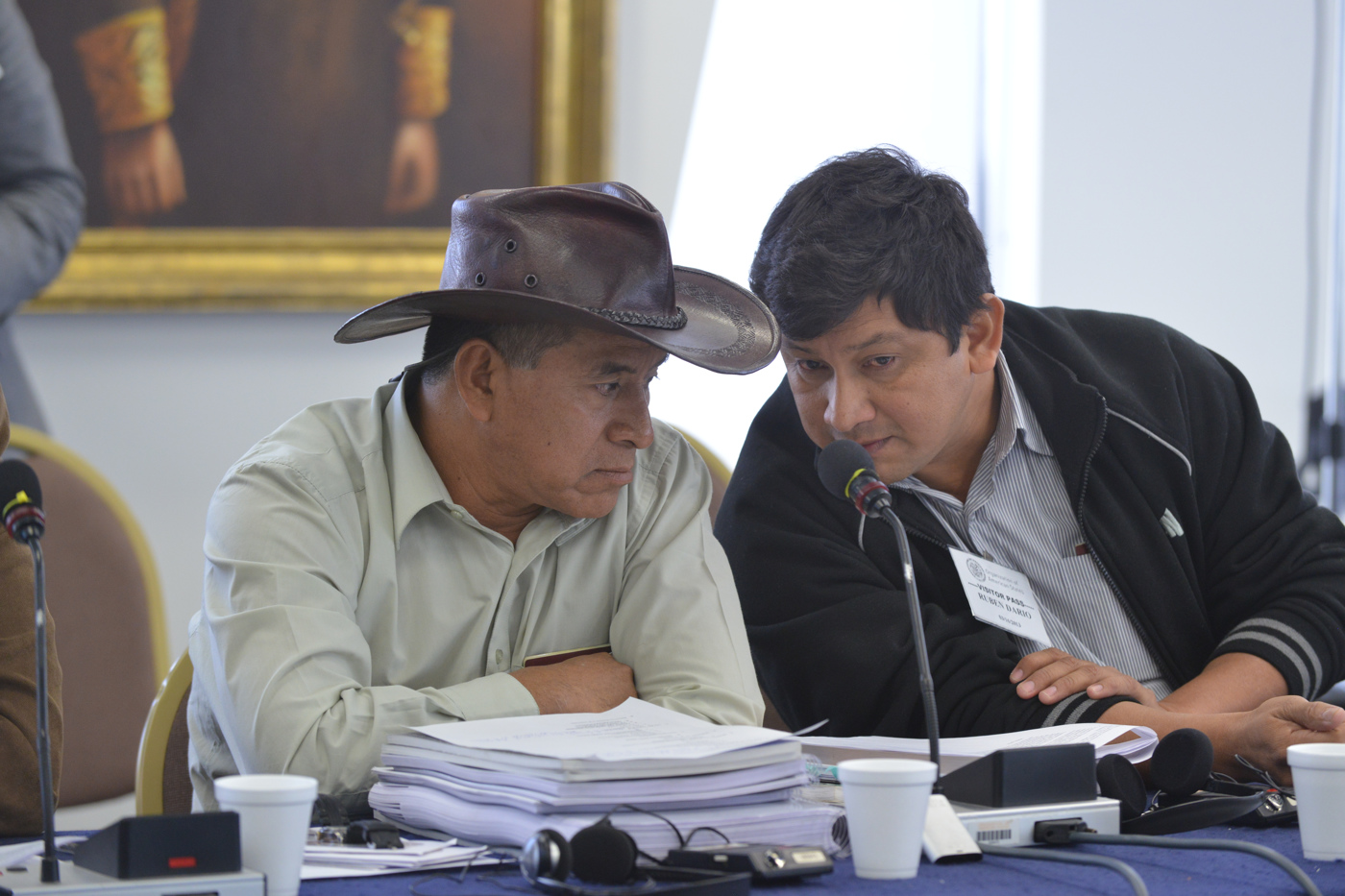
Fernando Vargas y Adolfo Chávez asisten a una audiencia sobre los situación de derechos humanos de los pueblos indígenas que habitan en el TIPNIS en 2013

La reacción inmediata de Morales a las protestas fue llamar a los manifestantes "enemigos de la nación". También trató de desacreditarlos diciendo que las ONG les habían lavado el cerebro y diciendo que la marcha era otro intento más de Estados Unidos de expandir su imperialismo.
Morales había dicho que se celebraría un referéndum sobre el proyecto en los departamentos de Cochabamba y Beni tras las protestas de los agricultores de las 16 tribus del parque nacional en San Antonio. También dijo anteriormente que trabajaría para garantizar que los colonos ilegales en el parque nacional fueran desalojados. El 28 de septiembre, después de la marcha hacia El Alto, dijo que "pedimos perdón, perdónenme. [La represión] no fue una instrucción del presidente. Nadie en el gobierno hubiera pensado que un ataque así podría ocurrirle a nuestros hermanos indígenas." Sin embargo, Rosario Barradas, líder de la Conferencia de Pueblos Indígenas, respondió al comunicado diciendo que "ya no creemos lo que dice. Nos estamos reorganizando para continuar con esto. No vamos a parar hasta que esto se resuelva". solucionado."
En respuesta a la represión del 25 de septiembre, funcionarios del gobierno, incluida la Ministra de Defensa, María Chacón Rendón, y el Defensor del Pueblo, así como figuras de la oposición, criticaron la reacción del gobierno. Chacón dijo que "¡Ese no es el camino! Acordamos hacer las cosas de otra manera". También anunció su dimisión. Sin embargo, el ministro de Comunicaciones, Iván Canelas, dijo que la policía no tuvo más remedio que responder como lo hizo. "La marcha (en la región de Yucumo) fue desactivada porque se había convertido en un foco de violencia". El Ministro del Interior, Sacha Llorenti, que había sido presionado por su manejo de la crisis, también renunció.
El 11 de octubre, la Cámara de Diputados de Bolivia aprobó la decisión del Presidente de consultar con los pueblos indígenas locales sobre el proyecto.

### Cancelación
El 21 de octubre de 2011, Morales anunció un posible aplazamiento o cancelación de la carretera propuesta. Morales aprobó una ley en el Congreso boliviano que prohibiría la construcción de una carretera a través del parque nacional.